# Scolitantides ornata
Scolitantides ornata är en fjärilsart som beskrevs av Otto Staudinger 1892. Scolitantides ornata ingår i släktet Scolitantides och familjen juvelvingar. Inga underarter finns listade.